# Tracey Eminová
Tracey Eminová (nepřechýleně Tracey Emin; * 3. července 1963, Londýn) je britská vizuální a multimediální umělkyně s tureckými kořeny známá svými autobiografickými a provokativními uměleckými díly. Koncem 80. let 20. století patřila do skupiny Mladých britských umělců (Young British Artist, YBA), kteří se rekrutovali zejména z absolventů Goldsmith College of Art a jejichž významným mecenášem a sběratelem je reklamní magnát Charles Saatchi. Eminová v té době šokovala svým vystupováním, porušováním společenských norem často vyvolávala zájem médií a mediální publicitu využívala k propagaci svých prací. Ústředním námětem její umělecké tvorby je vlastní osobní historie a své tělo používá jako médium v autoportrétech a performancích. Jejími tématy jsou osobní traumatické události, jako je znásilnění, veřejné ponižování, sexismus, potraty, alkoholismus a promiskuita. Pracuje s různými formami výtvarného umění včetně kresby, malby, sochy, filmu, fotografie, neonového textu, šitých aplikací. V roce 2011 byla jmenována profesorkou kresby na Královské akademii v Londýně. 

## Život
Tracey Eminová se narodila v Croydonu, čtvrti jižního Londýna, ale vyrůstala v pobřežním letovisku Margate v hrabství Kent se svým bratrem-dvojčetem Paulem. Matka měla romské kořeny, otec byl tureckého původu a žil dvojím životem, měl ještě druhou oficiální rodinu. Do svých sedmi let bydlela Eminová s matkou a bratrem v hotelu, který vlastnil její otec. Po několika letech je opustil, což mělo za následek změnu životních podmínek, byli nuceni žít v chudobě. Tracey se ve 13 letech stala obětí sexuálního násilí.  
V letech 1980–1982 studovala módu na Medway College of Design v Rochestru, kde se setkala s hudebníkem a všestranným umělcem Billy Childishem, který měl významný vliv na formování její umělecké osobnosti. Tvořili spolu pár až do roku 1987. Eminová se stala členkou skupiny The Medway Poets a administrátorkou malého nakladatelství Hangman Books, které vydávalo Childishovu poezii. V letech 1983–86 studovala grafiku na Maidstone Art College (nyní součást University for the Creative Arts).
V roce 1987 se přestěhovala do Londýna, kde studovala na Royal College of Art a v roce 1989 získala magisterský titul v oboru malby. Nějakou dobu studovala filozofii na Birkbeckově univerzitě v Londýně. Po odchodu z vysoké školy však prošla emocionálně traumatickým obdobím, kdy dvakrát potratila. Tato zkušenost ji přiměla zničit téměř celé dílo vytvořené během studia.  Raná díla s obrazy z 80. let se poprvé objevila v knize s názvem Tracey Emin, kterou v roce 2020 sestavil výtvarný kritik Jonathan Jones.
V Londýně se Eminová spřátelila s mnoha dalšími umělci, kteří byli později nazýváni Young British Artists (Mladí britští umělci, YBA) a mezi něž patřili Sarah Lucasová a Damien Hirst. Skupina začala společně vystavovat v roce 1988, i když Eminová se k nim umělecky připojila až na počátku 90. let. V roce 1993 Eminová s Lucasovou otevřely obchod ve čtvrti East End, v němž prodávaly svá díla včetně triček přes popelníky, erotické hračky z papírové hmoty až po šaty. Do svých uměleckých postupů tak přidaly dříve málo vídanou komerční strategii, založenou na agresivní sebepropagaci a pragmatickém využití reklamy a marketingu, která se stala určujícím znakem YBA. Poté zahájila projekt Tracey Emin Museum. Protože neměla vlastní ateliér, pronajala si obchod na Waterloo Road a vydala dluhopisy, které prodávala za 50 nebo 500 liber šterlinků, ve formě dřevěných řezaných rytin, u nichž zaručila zdvojnásobení hodnoty během jednoho roku nebo vrácení peněz. Jejich úspěch jí umožnil pronajmout si prostor a koupit vybavení.
V polovině 90. let Eminová navázala vztah s kurátorem a osobností uměleckého světa Carlem Freedmanem, který byl přítelem Damiena Hirsta. V roce 1994 spolu cestovali po Spojených státech a Eminová na zastávkách předčítala ze své autobiografické knihy Exploration of the Soul (Průzkum duše), aby cestu financovala. V Anglii společně trávili čas na pobřeží ve Whitstable (Kent), kde často používali plážovou chatku, kterou Eminová koupila se svou přítelkyní Sarah Lucasovou. V roce 1999 přeměnila chatu na umělecké dílo tím, že ji přenesla z pláže do galerie Saatchi a nazvala dílo Poslední věc, kterou jsem ti řekla je Nenech mě tady (The Last Thing I Said to You is Don't Leave Me Here, 1999).
Na Freedmanův podnět vytvořila pro výstavu v South London Gallery v roce 1995 dílo nazvané Každý, s kým jsem kdy spala 1963–1995 (Everyone I Have Ever Slept With From 1963–1965), které vzbudilo značnou pozornost. Byl to modrý stan s vyšitými jmény všech, se kterými spala. Patřili mezi ně sexuální partneři, příbuzní, se kterými spala jako dítě, její bratr-dvojče a její dvě potracené děti. Nášivky a písmena, které jsou nedílnou součástí této práce, použila Eminová v řadě svých dalších děl.
Všeobecně známou se Eminová stala v Británii po svém skandálním vystoupení v televizní show o Turnerově ceně v roce 1997. V přímém přenosu zjevně opilá diskutovala s akademiky, sprostě nadávala a nakonec předčasně odešla ze studia. Dva roky na to byla nominována na Turnerovu cenu za kontroverzní dílo Moje postel (My bed, 1998), které bylo vystaveno v galerii Tate. Dílo koupil v roce 2000 Charles Saatchi za 150 000 liber pro svou galerii moderního umění.
V následujícím období se její tvorba vyvíjela a ona si vyvinula specifičtější styl. Její práce jsou v různých důležitých sbírkách a mnoho celebrit se stalo sběrateli jejího umění, například Elton John a George Michael. Spřátelila se také s mnoha slavnými lidmi z hudebního a módního světa, včetně Ronnieho Wooda z Rolling Stones, Vivienne Westwoodové, Kate Mossové a Madonny.
Dne 24. května 2004 vypukl v budově skladu společnosti Momart ve východním Londýně požár, při němž bylo zničeno mnoho děl ze Saatchiho sbírky. Byly mezi nimi i slavný stan a modrá plážová chata, dvě díla Eminové z druhé poloviny 90. let.
V roce 2007 byla přijata za členku Královské akademie umění což znamenalo její vzestup do vyšších pater britské umělecké společnosti a její přijetí ze strany establishmentu. V roce 2011 byla jmenována profesorkou kreslení na tomto ústavu. V roce 2013 byla BBC Radio 4 zařazena na seznam 100 nejvlivnějších žen v zemi a v témže roce byla oceněna Řádem britského impéria za své služby v oblasti umění.
Eminová žije a pracuje střídavě v Londýně, Margate a jižní Francii.  Na jaře 2020 jí byla diagnostikována rakovina močového měchýře a musela podstoupit náročnou operaci. Další zdravotní problémy ji postihly v prosinci 2023 během cesty z Austrálie, když musela být hospitalizována v Thajsku kvůli komplikacím po operaci tenkého střeva.
Eminová dlouhodobě podporuje charitativní činnost, věnovala několik svých děl na podporu různých charitativních organizací a dobročinných akcí. V roce 2008 založila knihovnu ve venkovské střední škole v Ugandě. V roce 2023 otevřela v Margate v rámci své nadace uměleckou školu TKE Studios a uměleckou rezidenci Tracey Emin Artist Residency (TEAR) s cenově dostupnými prostory pro práci profesionálních umělců. 

## Dílo
Eminová sama popisuje své dílo jako živoucí autobiografii, diváky přímo a provokativně konfrontuje s osobní výpovědí. Její práce zahrnuje všechny formy uměleckého vyjádření. Emocionálně upřímné kresby, malby, sochy, neonové objekty, instalace, film a knihy vyprávějí kapitoly jejího někdy tragického životního příběhu včetně příběhů o sexuálním zneužívání, hledání ženské identity. 
Zpočátku se věnovala především malbě a kresbě. Jejími uměleckými vzory byli expresionisté Edvard Munch a Egon Schiele. Své kresby, často doplněné textem, Eminová vytvářela především v 90. letech 20. století. Na svých kresbách často zobrazuje zážitky ze své minulosti jako například v sérii Ilustrace z paměti (1994–1995) nebo Family Suite (1994). Klíčová série monotisků vznikla v roce 1997 a Eminová ji opatřila textem Something's Wrong  nebo There Must Be Something Terebley Wrong With Me. Zachycuje také své pocity, které prožívá při cestách na výstavy a pobytech v cizích městech ( Thinking of You a Bath White I z roku 2005). Své kresby soustředila v knize One Thousand Drawings (Tisíc kreseb) vydané u příležitosti výstavy v galerii White Cube v roce 2009. 

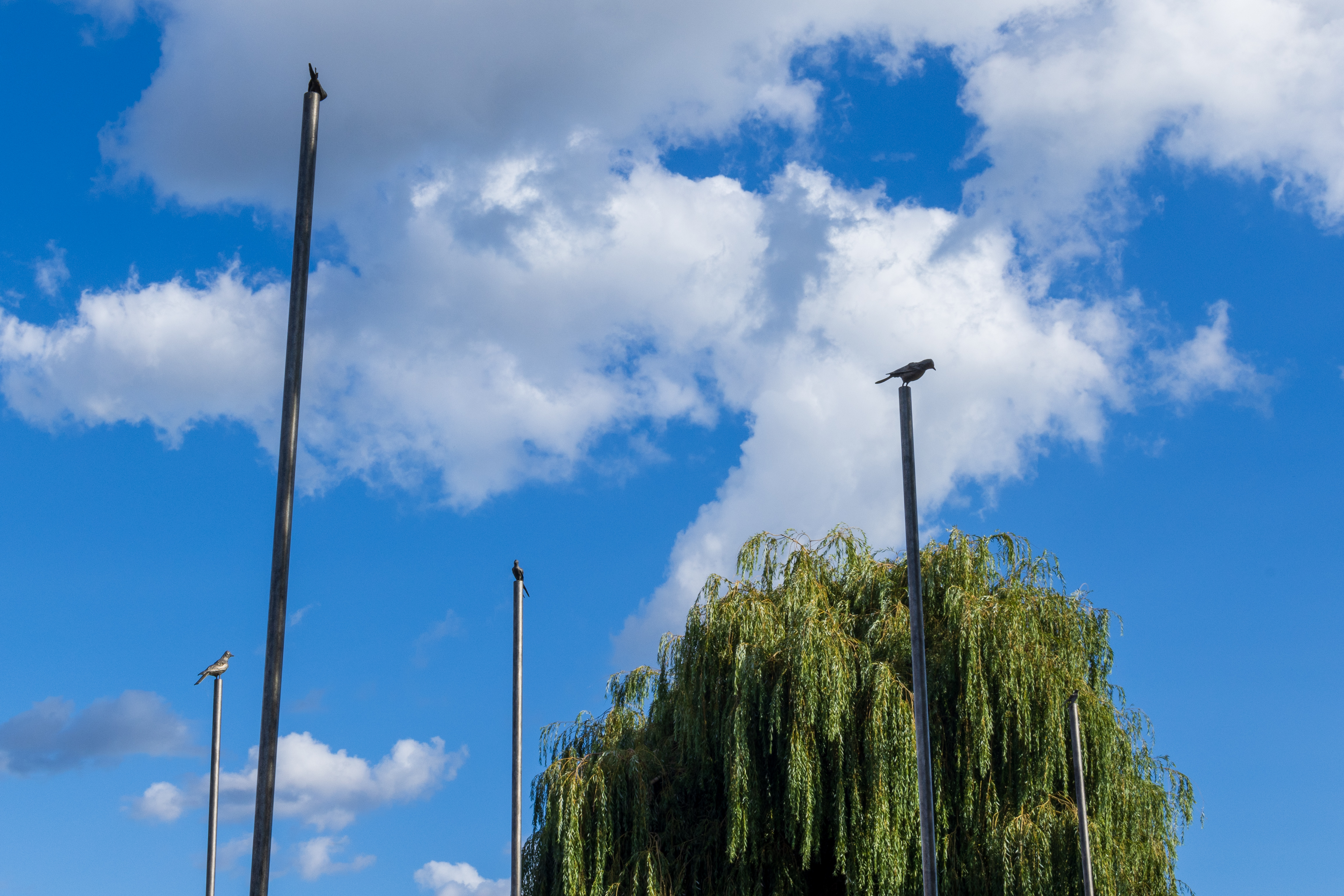
A moment without you (Chvilka bez tebe, 2021) dílo Tracey Eminové ve čtvrti Bow ve východním Londýně

Veřejně známou se stala od poloviny 90. let 20. století svými instalacemi, postupně však směřovala od konceptuálních děl k malbě a sochařství. Zpočátku malovala především akvarely, na kterých zachytila svou tvář v sérii Berlín poslední týden v dubnu 1998. Později získala malba v její tvorbě výraznější místo. Vznikly série s ženskými akty nebo jen částmi těl, malované akrylovými barvami na plátně (The Purple Virgins, 2004 nebo Rose Virgin, 2007), které byly vystaveny na Benátském bienále. V letech 2009–2010 spolupracovala s Louise Bourgeois, s níž vytvořila cyklus 16 kreseb s názvem Neopouštěj mě. Dílo bylo vystaveno na podzim 2015 v Galerii Rudolfinum. Obrazy ze série Lovers Grave (Hrob milenců), namalované po roce 2020, reflektují zkušenosti Eminové s bojem s rakovinou, téma smrti a věčné lásky. 
Od počátku 21. století pronikla i do oblasti veřejného umění s díly, jako je The Roman Standard, bronzová socha stojící v blízkosti katedrály v Liverpoolu,  The Distance of Your Heart v Sydney (2018) nebo nebo 7 m vysoká socha matky na Muzejním ostrově v Oslu u nové budovy Munchova muzea.
V průběhu celé kariéry se Eminová věnovala fotografování a filmu. Některé série dokumentují její tvorbu (Nahé fotografie – Model života se zbláznil,1996), běžné události ze života (Zkouším si šaty od mých přátel 1997), autoportréty z chaty na pláži (diptych The Last Thing I Said To You Is –Nenechávejte mě tady I a The Last Thing I Said To You Is– Nenechávejte mě tady II, 2000). Autobiografická videa Why I Never Became a Dancer (1995) nebo Tracey Emin's CV Cunt Vernacular (1997) představují příběh jejího života, dětství v Margate, studium a traumatizující sexuální zkušenosti. 

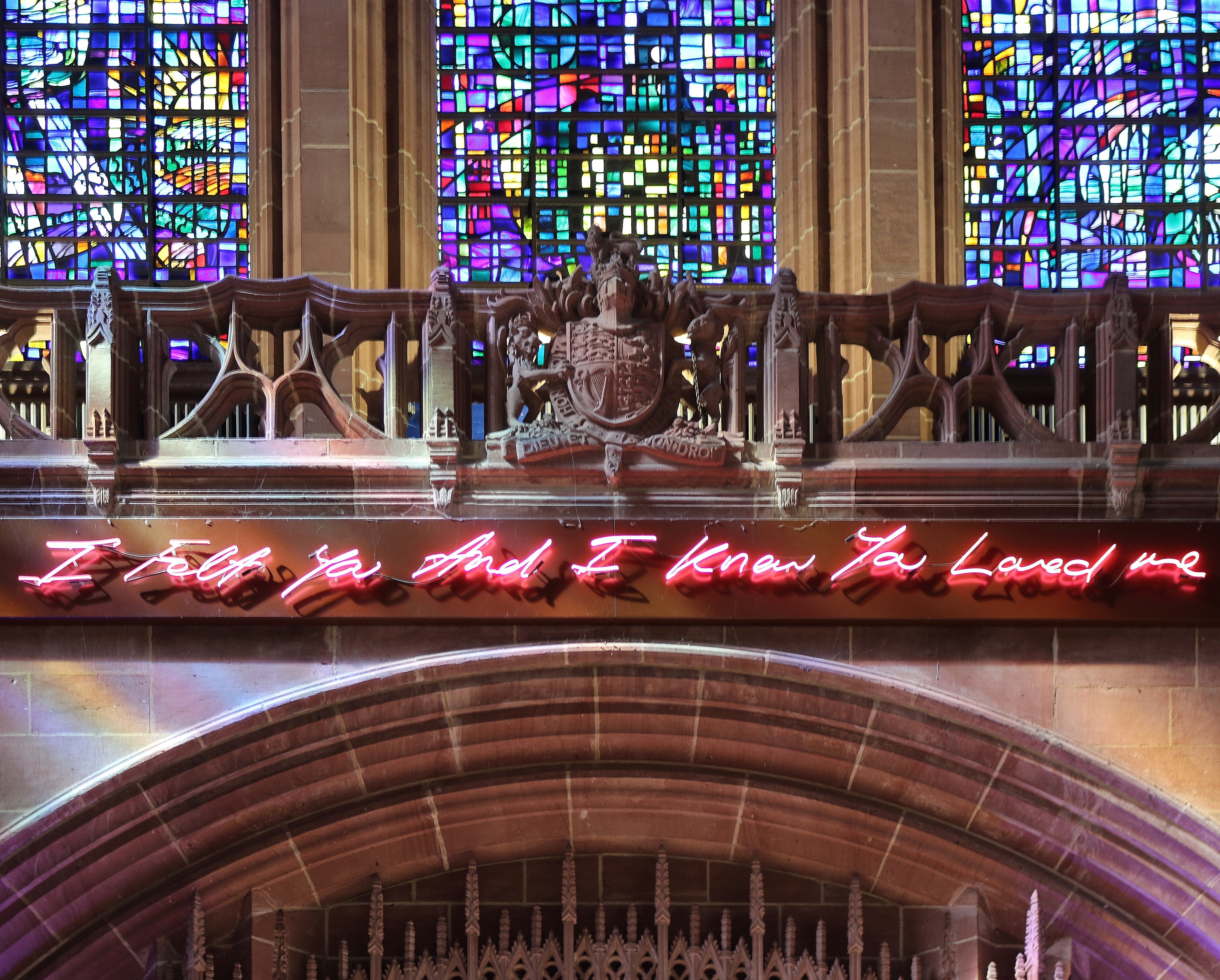
Neon Tracey Eminové na zdi katedrály v Liverpoolu

V roce 2000 začala Eminová intenzivně pracovat s neonovým osvětlením. Z neonových trubic vytváří rukou pasné nápisy, které se stávají součástí různých instalací. V roce 2007 věnovala do aukce na charitu dílo Keep Me Safe, které bylo vydraženo za 60000 liber. Na společné výstavě v roce 2010 s Paulou Rego a Matem Collishawem vyzdobila průčelí muzea Foundling v Londýně neonovým nápisem Foundlings and fledglings are angels of this earth (Nalezenci a mláďata jsou andělé této země). Na londýnském nádraží St Pancras byl v roce 2018 instalován pod velkými centrálními hodinami její největší neon nazvaný I Want My Time With You, který byl jejím poselstvím zbytku Evropy během brexitové krize.  
Eminová často pracuje s látkou ve formě nášivek a výšivek. Sbírá zbytky záclon, prostěradel, prádla a další materiál, který pro ni má emocionální význam a schovává je pro pozdější použití ve své práci. Mnoho jejích velkoplošných nášivek je vyrobeno na hotelovém prádle, například It Always Hurts (2005), When I Feel So Fucking Lost (2005), Hate And Power Can Be A Terrible Thing (2004). Jedním z jejích nejslavnějších děl je potah se vzkazy na babiččině křesle, poprvé použitý ve filmu There's A Lot of Money in Chairs (1994). Eminová vytvořila velké množství děl menšího rozsahu, často včetně ručně šitých slov a obrázků, jako Falling Stars (Padající hvězdy, 2001), It Could Have Been Something (Mohlo to být něco, 2001), Always Sorry (Vždy se omlouvám, 2005) nebo As Always (Jako vždy, 2005).  

### Významné práce
Podle zdroje:
- Všichni, se kterými jsem kdy spala v letech 1963–95 (instalace, 1995) otevřený modrý stan s matrací je na vnitřní straně pokryt nášivkami se jmény 102 lidí, se kterými Eminová sdílela postel a to nejen v sexuálním smyslu. Kromě jmen sexuálních partnerů jsou zde vyobrazena i jména členů rodiny, přátel a známých. Práce vypovídá o obecné lidské intimitě a klade důraz na emocionální spojení získané spaním vedle sebe, spíše než na sexuální dobývání. Dílo bylo zničeno při požáru skladu v roce 2004 a Eminová později odmítla vytvořit jeho repliku. [17][18]
- Proč jsem se nikdy nestala tanečnicí (8mm film, 1995) video se záběry z Margate vypráví autobiografický příběh z let dospívání a prvních sexuálních zkušeností o touze být tanečnicí, kterou zhatil posměch a pohrdání ze strany mužů.
- Moje postel (instalace, 1999) rozestlaná postel s ušpiněnými prostěradly je obklopena různými předměty (prázdné láhve od alkoholu, kondomy, antikoncepční pilulky, cigaretové nedopalky, spodní prádlo). Instalace má být autobiografickou výpovědí o životní krizi Eminové a reflektuje čtyři dny strávené v posteli s depresí a sebevražednými myšlenkami.[17] Práce byla nominována na Turnerovu cenu v roce 1999 a setkala se s velmi smíšeným ohlasem veřejnosti a tisku.
- Mám to všechno (fotografie, 2000) na snímku Eminová oblečená v šatech od Westwoodové sedí se skloněnou hlavou a mezi roztaženýma nohama jí leží hromada peněz (bankovek a mincí), které si rukama tiskne k tělu. Eminová jako by ironizovala svůj komerční úspěch a současně se zabývá dvěma klíčovými tématy své tvorby: tělem umělců a peněžním úspěchem.
- Setkat se s mou minulostí (instalace, 2002) dokonale ustlaná postel s ozdobným kovovým rámem, bohatě zdobeným povlečením a závěsy. Ručně vyšívané emotivní nápisy vytvářejí portrét mladé dívky: její strachy, sexualita a zkušenosti se zneužíváním kontrastují s měkkou, hřejivou a uklidňující povahou samotné postele.
- Zapomněl jsi políbit mou duši (neonové světlo, 2007) osobitým rukopisem napsaná věta uprostřed neonového srdce poskytuje intimní pohled do duše umělkyně a v divákovi má vyvolávat pozitivní pocity

## Výstavy (výběr)
Eminová měla svou první samostatnou výstavu v roce 1993 v londýnské galerii White Cube. Eminová s názvem My Major Retrospective 1963–1993 sestavila sbírku osobních předmětů a fotografií a v kombinaci s kresbami a malbami vytvořila instalaci v silně autobiografickém duchu. Tento prvek autobiografie je klíčový pro její pokračující tvorbu.
Na 52. bienále v Benátkách v roce 2007 byla Eminová byla nominována do reprezentace Britského pavilonu. Vystavila dílo s názvem Borrowed Light (Vypůjčené světlo), které vedle nedávných děl obsahovalo mnoho jejích raných kreseb.
Na přelomu let 2002–2003 se v muzeu moderního umění v Oxfordu konala samostatná výstava Tracey Eminové This Is Another Place. Obsahovala kresby, lepty, film, neonová díla jako Fuck off and die, you slag, a sochy včetně velkého dřevěného mola nazvaného Knowing My Enemy s dřevěnou chatrčí na vrcholu vyrobenou z recyklovaného dřeva. Na podzim roku 2008 se konala v Edinburghu první velká retrospektiva Eminové, která poté putovala do Malagy a Bernu.
V roce 2020 Eminová připravila v Královské akademii v Londýně výstavu s názvem The Loneliness of the Soul (Osamělost duše). V období, kdy se léčila s rakovinou, vystavila 25 svých prací společně s 19 díly norského malíře Edvarda Muncha. Výstava byla následně instalována v nově otevřeném Munchově muzeu v Oslu. 